# Paola De Micheli

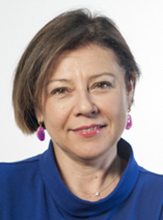
Paola De Micheli in 2018

Paola De Micheli (Piacenza, 1 september 1973) is een Italiaans politica. Sinds 5 september 2019 is zij minister van Infrastructuur en Transport in het kabinet-Conte II.
Zij was van 2007 tot 2009 wethouder voor Begroting en Personeel van de Italiaanse gemeente Piacenza en van 23 september 2017 tot 1 juni 2018 was zij staatssecretaris van de ministerraad.

## Biografie
Paola De Micheli is afgestudeerd in politieke wetenschappen aan de Katholieke Universiteit l'Università Cattolica del Sacro Cuore in Milaan. Sinds het midden van de jaren 1990 is zij actief in de politiek.
Vanaf oktober 1998 was zij de voorzitter van een achtkoppige raad van bestuur van Agridoro, een coöperatief tomatenverwerkingsbedrijf. In oktober 2003 legde zij de functie neer. Vervolgens werd door de rechter het faillissement van de coöperatie aangevraagd. Naar De Micheli, noch naar de leden van de Raad van Bestuur is ooit een onderzoek gestart of is veroordeling uitgesproken voor de wijze van bestuur van de coöperatie. De Micheli werd op alle punten vrijgesproken van het misdrijf waarvan zij werd beschuldigd op basis van art. 5b, 5d) en art. 6 L.283/62. Zij was aansprakelijk gesteld als wettelijke vertegenwoordiger van de Cooperativa Agridoro voor het in slechte staat bewaren van 188 metalen vaten met tomatenconcentraat die nog vernietigd moesten worden.
Van december 2005 tot september 2007 werkte zij bij de Consorzio Cooperativo Conserve Italia.

## Politieke loopbaan
Van juni 1999 tot mei 2004 was ze gemeenteraadslid en van juni 2007 tot mei 2010 was ze wethouder van de Italiaanse gemeente Pontenure.
Bij de start van het secretariaat van Pier Luigi Bersani maakte zij deel uit van de economische afdeling van de sociaaldemocratische Partito Democratico (PD), die gecoördineerd wordt door Stefano Fassina, waarin zij specifiek verantwoordelijk is voor het midden- en kleinbedrijf in Italië. Sinds 2007 is ze directielid van de provinciale afdeling van de PD in Piacenza en van juni 2007 tot maart 2010 is zij wethouder van Human Resources en Economic Financial Resources voor de gemeente Piacenza.
Zij was lid van de Kamer van Afgevaardigden van 29 april 2008 tot 14 maart 2013 en zat in de begrotingscommissie en in de parlementaire commissie ‘Vereenvoudiging van de Wetgeving’. Na de interne parlementaire voorverkiezingen van de PD op 30 januari 2012 werd zij tijdens de landelijke verkiezingen van 2013 herkozen als lid van de Kamer van Afgevaardigden. Sinds 23 maart 2018 is zij plaatsvervangende fractievoorzitter van de PD in de Kamer van Afgevaardigden.
Zij stond dicht bij de Area Riformista, een fractie van de PD die zich afscheidde, en op 19 juni 2015 is zij dan ook een van de initiatiefnemers van de nieuwe stroming binnen de PD ‘Sinistra è cambiamento’ (Links staat voor verandering), gevormd door linkse leden van de Renzi-regering die zich richtten op het voortbestaan van de regering.
Zij is lid van de raad van bestuur van TrecentoSessanta (360 graden), de in 2007 door Enrico Letta opgerichte vereniging.
Op 20 juli 2016 is ze gekozen tot voorzitter van de Serie A Volleyball League.
In 2018 wordt ze herkozen als lid van de Kamer van Afgevaardigden en op 17 april 2019 wordt zij door de nieuwe nationale secretaris van de PD Nicola Zingaretti benoemd tot plaatsvervangend secretaris van de partij samen met Andrea Orlando. Op 5 september van dat jaar wordt ze minister van Infrastructuur en Transport in het kabinet-Conte II.

### Parlementaire benoemingen
- Lid van de vijfde commissie Begroting, Schatkist en Programmering,
- Lid van de parlementaire onderzoekscommissie inzake Namaak en Piraterij in de Commerciële Sector,
- Lid van de parlementaire commissie voor Vereenvoudiging van de Wetgeving,
- Lid van het parlementaire comité voor Rechtsvervolging.

### Regeringsposten

#### Staatssecretaris
Op 10 november 2014 wordt zij benoemd tot staatssecretaris van Economische Zaken en Financiën, tijdens het kabinet-Renzi met dossiers in haar pakket over aangelegenheden die vallen onder het Agentschap voor Douane en Monopolies, en over de activiteiten van het Interministerieel Comité voor Economische Planning (CIPE).
Haar ministerschap wordt verlengd in de regering-Gentiloni en in september 2017 wordt aangekondigd dat zij Vasco Errani zal opvolgen als buitengewoon commissaris voor de wederopbouw van de door de aardbeving getroffen gebieden in Midden-Italië in 2016.

#### Minister van Infrastructuur en Vervoer
Op 5 september 2019 legt ze haar eed af en wordt zij minister van Infrastructuur en Transport in de tweede regering die geleid wordt door Giuseppe Conte. Ze volgt Danilo Toninelli op en is de eerste vrouw die deze rol vervult.

## Publicaties
Boek: Se chiudi ti compro. Le imprese rigenerate dai lavoratori (Als je sluit, neem ik het bedrijf over. Bedrijven overgenomen door werknemers), samen met Stefano Imbruglia en Antonio Misiani, voorwoord van Romano Prodi, Milaan, Guerini en Associates, 2017.

## Privéleven
Sinds juni 2013 is ze getrouwd met Giacomo Massari. Ze hebben samen een zoon, geboren in maart 2016.